# Iva Hercíková
Iva Hercíková (* 2. November 1935 in Pardubice; † 27. Januar 2007 in Prag) war eine tschechische Schriftstellerin und Dramaturgin.

## Leben
Iva Hercíková, geborene Vodňanská, besuchte in Liberec bis 1954 das Gymnasium und studierte bis 1958 Dramaturgie und Theaterwissenschaften an der Prager DAMU. Sie war mit dem Schriftsteller Jiří Robert Pick (1925–1983) verheiratet.
1986 emigrierte sie mit ihrem zweiten Mann zunächst nach Deutschland, später in die  USA. Nach der samtenen Revolution 1989 lebte sie einige Monate in Prag, definitiv zurückgekehrt ist sie aber erst 2000. Im Januar 2007 verübte sie Selbstmord.

## Werke
Hercíková ist Autorin von mehreren Romanen, Novellen und einigen Drehbüchern. Bereits ihr erstes Buch Pět holek na krku (Fünf Frauen am Hals), das auch verfilmt wurde, wurde zum Bestseller.
- Začalo to Redutou, 1964  – Ein Buch über kleine Prager Theater
- Nataša – Drei Bücher für Mädchen
- Pět holek na krku, 1966 – Belletristisches Erstlingswerk, übersetzt in einige Sprachen
- Trest, 1971
- Druhá láska, 1973
- Pavouk, který kulhal, 1969 – Vier Novellen der Gegenwart
- Sestry, 1969
- Čekání, 1970
- Jsem nebe, 1970 – Novelle, Eine Geschichte zweier sechzehnjährigen Mädchen und ihrer ersten Liebe
- O zvědavém šteňátku, 1970 – Zwei Fabeln
- Šance, 1970
- Muži můj, neplač, 1971
- Velká neznámá, 1971
- Dvakrát do stejné řeky, 1974
- Tři příběhy o lásce, 1974
- Ten kůň musí pryč, 1975
- Plástev medu, 1976 – Roman über Freuden und Sorgen in einem Plattenbau
- Dvakrát do stejné řeky, 1977 – Drei Novellen aus dem Leben junger Leute
- Andrsenka, 1978 – Mädchenroman, ein Mädchen denkt sich Geschichten aus und gerät damit in Schwierigkeiten
- Sova sídlí v dutém stromě, 1978
- Jak namalovat ptáčka, 1980
- Johana: Novela o mládí Karolíny Světlé, 1980
- Stín spánku, 1982
- Sůvy, 1982
- Lékař duší a zvířat, 1985
- K domovu se nedívej, anděli, 1994
- Hester aneb O čem ženy sní, 1995 – spannende Erzählung über eine Mutter dreier heranwachsender Kinder, die in einem Dilemma zwischen Familie und ihrem jungen Liebhaber steckt.
- Klára, holub růžový, 1996
- Rady mladému muži, 1996
- Trest, 1998
- Vášeň, 1998
- Touha, 1999
- Zrada, 2001
- Jsem nebe, 2002 – Novellensammlung
- Pět holek na krku po třiceti letech, 2003
- Tři v háji 2004 – Roman. Ein gemeinsames Werk von Iva Hercíková, Halina Pawlowská und Michal Viewegh.

In deutscher Sprache publiziert
- Ein Schritt weiter. Alenas Enttäuschung – (Dezember 1984)
- Fünf Mädchen am Hals – (März 1980)
- Alenas zweite Liebe – (Juni 1976)

## Verfilmungen
- 1970: Die Chance (Sance)
- 1985: Ferdy 2 – Die Abenteuer einer Ameise